# Neobuprestis
Neobuprestis es un género de escarabajos barrenadores metálicos del orden Coleoptera.

## Especies
- Neobuprestis albosparsa Carter, 1924
- Neobuprestis frenchi (Blackburn, 1892)
- Neobuprestis marmorata (Blackburn, 1892)
- Neobuprestis peroni (Gory y Laporte, 1838)
- Neobuprestis trisulcata Carter, 1932